# Nunoidium argentinum
Nunoidium argentinum là một loài bọ cánh cứng trong họ Bọ hung (Scarabaeidae).